# 29362 Azumakofuzi
29362 Azumakofuzi è un asteroide della fascia principale. Scoperto nel 1996, presenta un'orbita caratterizzata da un semiasse maggiore pari a 2,2411399 au e da un'eccentricità di 0,0979253, inclinata di 2,91721° rispetto all'eclittica.
L'asteroide è dedicato all'omonima vetta sita all'interno del parco nazionale di Bandai-Asahi.